# Laetesia forsteri
Laetesia forsteri là một loài nhện trong họ Linyphiidae.
Loài này thuộc chi Laetesia. Laetesia forsteri được Jörg Wunderlich miêu tả năm 1976.